# Cosmiojoppa
Cosmiojoppa är ett släkte av steklar. Cosmiojoppa ingår i familjen brokparasitsteklar.
Kladogram enligt Catalogue of Life:
| Cosmiojoppa | \| \| Cosmiojoppa albidiops \| \| \| \| \| \| Cosmiojoppa violaceipennis \| \| \| \| |
|             | \| \| Cosmiojoppa albidiops \| \| \| \| \| \| Cosmiojoppa violaceipennis \| \| \| \| |
|             | Cosmiojoppa albidiops                                                                |
|             |                                                                                      |
|             | Cosmiojoppa violaceipennis                                                           |
|             |                                                                                      |